# Trastámara d'Aragona di Napoli

Stemma del Casato Trastámara d'Aragona, sovrani di Sicilia

Il ramo napoletano dei Trastámara d'Aragona fu una nobile dinastia europea derivata per via illegittima dall'omonima famiglia regnante nella Corona d'Aragona nel XV secolo.
I suoi membri furono Sovrani di Napoli dal 1442 al 1501. Si estinsero nella seconda metà del XVI secolo.

## Storia

### Origine

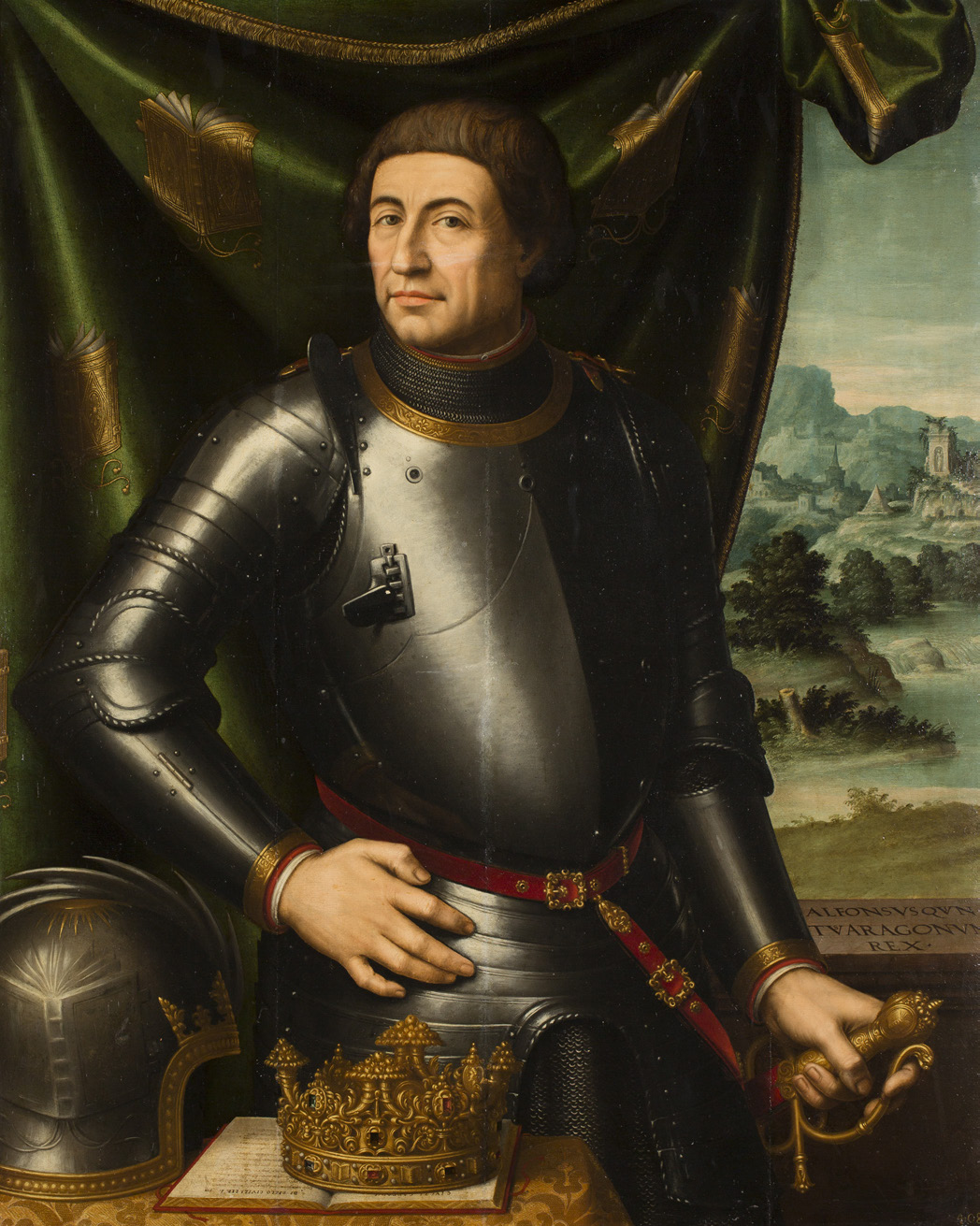
Alfonso V d'Aragona detto il Magnanimo

Alla morte di Luigi III d'Angiò, re di Napoli, avvenuta nel 1434 senza che egli lasciasse eredi, scoppiò una guerra di successione al trono napoletano che volse a favore di Renato d'Angiò, fratello minore di Luigi III, che riuscì ad insediarsi nella capitale del regno, contando sull'appoggio militare e finanziario dello Stato pontificio, della Repubblica di Firenze, della Repubblica di Venezia e del Ducato di Milano.
Alfonso V d'Aragona, che reclamava il suo diritto alla successione a quel trono, attaccò i territori del regno angioino e, sconfitto nella battaglia di Ponza del 1435 contro i Genovesi, fu fatto prigioniero e consegnato a Filippo Visconti, duca di Milano. Il Trastámara convinse il Visconti a liberarlo dalla prigionia, e ad appoggiarlo militarmente nella sua guerra contro gli Angioini, a cui tolse il Regno di Napoli nel 1442, proclamandosi suo sovrano.

### Alfonso I di Napoli

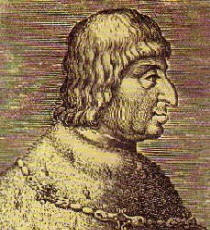
Ferdinando I di Napoli

Divenuto re Alfonso I di Napoli, dalla legittima consorte Maria di Trastámara, figlia del re Enrico III di Castiglia, non ebbe discendenza, ma ebbe tre figli naturali, tra cui Ferdinando (1424-1494), avuto da una sua amante, la nobildonna napoletana Gueraldona Carlino, che succedette al padre per testamento al trono del Regno di Napoli. Detto Ferrante, divenuto Re di Napoli nel 1458, contrasse nozze per due volte, la prima con Isabella di Chiaromonte, figlia di Tristano, principe di Taranto, e la seconda con la cugina Giovanna di Trastámara, figlia del re Giovanni II d'Aragona, da cui ebbe rispettivamente sei e due figli.

### XV secolo
A Ferdinando I succedettero nell'ordine, il figlio Alfonso (1448-1495) e il nipote Ferdinando II (1469-1496). Quest'ultimo, nel 1495 venne spodestato da Carlo VIII di Valois, che con l'appoggio militare di Ludovico il Moro occupò il Regno di Napoli, di cui rivendicava il trono in nome dei suoi ascendenti angioini. La permanenza al trono del Valois fu brevissima, poiché venne cacciato dal popolo e dalle armate napoletane, e Ferdinando II, grazie all'appoggio datogli dalle Corone d'Aragona e di Castiglia, riuscì a rientrare a Napoli, ma morto poco dopo e senza lasciare eredi, gli succedette lo zio Federico.

### Perdita del Regno di Sicilia
Federico I di Napoli (1451-1504), fu l'ultimo membro della sua dinastia a sedere sul trono del Regno di Napoli. Tradito dal re Ferdinando II d'Aragona, che lo aveva appoggiato nella riconquista del trono, questi nel 1500 aveva concordato segretamente a Granada con il re Luigi XII di Francia la sua spartizione Venuto al corrente del tradimento operato dal suo congiunto, nel 1501 cedette volontariamente al sovrano transalpino tutto il Regno di Napoli, e ciò avrebbe portato a nuove guerre sul suolo italiano tra i Francesi e gli Spagnoli.

### Duchi d'Angiò
Il sovrano francese per ricompensarlo, assegnò a Federico il possesso del Ducato d'Angiò, trasmissibile per via ereditaria, ed una rendita annua di 30.000 scudi. Era sposato con la nobildonna Isabella del Balzo, figlia di Pirro, principe di Altamura, da cui ebbe cinque figli. Tra questi vi fu Ferdinando, duca di Calabria (1488-1550), che fu viceré di Valencia dal 1526, con il quale si estinse il ramo napoletano dei Trastámara d'Aragona.

## Rami minori
Dal ramo principale dei Trastámara d'Aragona di Napoli non si formarono rami cadetti, se non per via illegittima.
Dal Re Ferdinando I e dalla sua amante, la nobildonna sorrentina Diana Guardato, nacquero tre figli, tra cui Ferdinando d'Aragona († 1542), da cui ebbe origine il ramo dei Duchi di Montalto.  Si estinse dopo appena tre generazioni con il duca Antonio d'Aragona Cardona (1543-1584). Altro figlio naturale di Ferdinando, fu Enrico d'Aragona (1451-1478), avuto dalla sua relazione con la nobildonna Giovanna Caracciolo, da cui ebbe origine il ramo dei Marchesi di Gerace, estintosi con il nipote Carlo (1479-1501).
Figlio naturale del Re Alfonso II e della sua amante Trogia Gazzella fu Alfonso d'Aragona (1481-1500), secondo marito di Lucrezia Borgia. Investito del titolo di Duca di Bisceglie, dall'unione era nato Rodrigo (1499-1512), morto giovanissimo.

## Genealogia
|                                                                     |                                                                     |                                                                 |                                                                 |                    |                    |                                                    |                                                    |                                                                                     |                                                                                     |                                                       |                                                                                              |                                                                                  |                                                |                                                |                                                                                  |                                                                                  |                                              |                                              |                                                 |                                                 |                      |                      |
|                                                                     |                                                                     |                                                                 |                                                                 |                    |                    |                                                    |                                                    |                                                                                     |                                                                                     |                                                       | Ferdinando, XI re di Napoli (1423-1494) I Isabella di Chiaromonte, II Giovanna di Trastámara |                                                                                  |                                                |                                                |                                                                                  |                                                                                  |                                              |                                              |                                                 |                                                 |                      |                      |
|                                                                     |                                                                     |                                                                 |                                                                 |                    |                    |                                                    |                                                    |                                                                                     |                                                                                     |                                                       |                                                                                              |                                                                                  |                                                |                                                |                                                                                  |                                                                                  |                                              |                                              |                                                 |                                                 |                      |                      |
|                                                                     |                                                                     |                                                                 |                                                                 |                    |                    |                                                    |                                                    |                                                                                     |                                                                                     |                                                       |                                                                                              |                                                                                  |                                                |                                                |                                                                                  |                                                                                  |                                              |                                              |                                                 |                                                 |                      |                      |
|                                                                     |                                                                     | I Alfonso, XII re di Napoli (1448–1495) Ippolita Maria Sforza   | I Alfonso, XII re di Napoli (1448–1495) Ippolita Maria Sforza   |                    |                    | I Maria (1450-1493) Ercole d'Este, duca di Ferrara | I Maria (1450-1493) Ercole d'Este, duca di Ferrara |                                                                                     |                                                                                     |                                                       | I Federico, XIV re di Napoli (1452–1504) I Anna di Savoia, II Isabella del Balzo             | I Federico, XIV re di Napoli (1452–1504) I Anna di Savoia, II Isabella del Balzo | I Giovanni, arcivescovo di Taranto (1456-1485) | I Giovanni, arcivescovo di Taranto (1456-1485) | I Beatrice (1457-1508) I Mattia Corvino, re d'Ungheria, II Ladislao II di Boemia | I Beatrice (1457-1508) I Mattia Corvino, re d'Ungheria, II Ladislao II di Boemia | I Francesco, duca di Sant'Angelo (1461–1486) | I Francesco, duca di Sant'Angelo (1461–1486) | II Giovanna (1478-1518) Ferdinando II di Napoli | II Giovanna (1478-1518) Ferdinando II di Napoli | II Carlo (1480-1486) | II Carlo (1480-1486) |
|                                                                     |                                                                     |                                                                 |                                                                 |                    |                    |                                                    |                                                    |                                                                                     |                                                                                     |                                                       |                                                                                              |                                                                                  |                                                |                                                |                                                                                  |                                                                                  |                                              |                                              |                                                 |                                                 |                      |                      |
|                                                                     |                                                                     |                                                                 |                                                                 |                    |                    |                                                    |                                                    |                                                                                     |                                                                                     |                                                       |                                                                                              |                                                                                  |                                                |                                                |                                                                                  |                                                                                  |                                              |                                              |                                                 |                                                 |                      |                      |
| Ferdinando, XIII re di Napoli (1469-1496) Giovanna d'Aragona-Napoli | Ferdinando, XIII re di Napoli (1469-1496) Giovanna d'Aragona-Napoli | Isabella (1470-1524) Gian Galeazzo Maria Sforza, duca di Milano | Isabella (1470-1524) Gian Galeazzo Maria Sforza, duca di Milano | Pietro (1471-1491) | Pietro (1471-1491) | I Carlotta († 1506) Guy de Laval, conte di Laval   | I Carlotta († 1506) Guy de Laval, conte di Laval   | II Ferdinando, duca di Calabria (1488-1550) I Germana de Foix, II Mencia de Mendoza | II Ferdinando, duca di Calabria (1488-1550) I Germana de Foix, II Mencia de Mendoza | II Giulia (1492-1542) Giovanni Giorgio del Monferrato | II Giulia (1492-1542) Giovanni Giorgio del Monferrato                                        | II Alfonso († infante)                                                           | II Alfonso († infante)                         | II Cesare († infante)                          | II Cesare († infante)                                                            | II Isabella († 1550)                                                             | II Isabella († 1550)                         |                                              |                                                 |                                                 |                      |                      |